# Nationale 1 2022-2023 (hockey su pista)
Il Nationale 1 2022-2023 è la 107ª edizione del torneo di primo livello del campionato francese di hockey su pista. Il torneo è iniziato il 17 settembre 2022 e si è concluso il 10 giugno 2023.
Il campionato è stato vinto dal SCRA Saint-Omer, giunto al suo undicesimo titolo.

## Stagione

### Formula
Il Nationale 1 2022-2023 vede ai nastri di partenza dodici club; la manifestazione fu organizzata con un girone all'italiana, con gare di andata e ritorno per un totale di 22 giornate: sono assegnati tre punti per l'incontro vinto, un punto a testa per l'incontro pareggiato e zero la sconfitta. Al termine del campionato la squadra prima classificata verrà proclamata campione di Francia. Le squadre classificate all'undicesimo e al dodicesimo posto retrocederanno direttamente in Nationale 2, il secondo livello del campionato.

## Classifica finale
|                    | Pos. | Squadra         | Pt | G  | V  | N | P  | GF  | GS  | DR  |
| ------------------ | ---- | --------------- | -- | -- | -- | - | -- | --- | --- | --- |
| Francia (bandiera) | 1.   | SCRA Saint-Omer | 49 | 20 | 16 | 1 | 3  | 128 | 50  | +78 |
|                    | 2.   | Quévert         | 42 | 20 | 14 | 0 | 6  | 88  | 57  | +31 |
|                    | 3.   | Coutras         | 42 | 20 | 13 | 3 | 4  | 106 | 64  | +42 |
|                    | 4.   | Noisy-le-Grand  | 41 | 20 | 13 | 2 | 5  | 83  | 55  | +28 |
|                    | 5.   | La Vendéenne    | 36 | 20 | 11 | 3 | 6  | 89  | 61  | +28 |
|                    | 6.   | Ploufragan      | 26 | 20 | 7  | 5 | 8  | 78  | 70  | +8  |
|                    | 7.   | Lione           | 19 | 20 | 6  | 1 | 13 | 63  | 107 | -44 |
|                    | 8.   | Nantes          | 18 | 20 | 5  | 3 | 12 | 62  | 89  | -27 |
|                    | 9.   | Mérignac        | 17 | 20 | 5  | 2 | 13 | 73  | 104 | -31 |
|                    | 10.  | Saint-Sébastien | 17 | 20 | 5  | 2 | 13 | 83  | 141 | -58 |
|                    | 11.  | Villejuif       | 12 | 20 | 4  | 0 | 16 | 81  | 136 | -55 |
| [ 1 ]              | 12.  | Poiré Roller    | 0  | 0  | 0  | 0 | 0  | 0   | 0   | 0   |

Legenda:
  Vincitore della Coppa di Francia 2022-2023.
      Campione di Francia e ammessa alla WSE Champions League 2023-2024.
      Ammesse alla WSE Champions League 2023-2024.
      Ammesse alla Coppa WSE 2023-2024.
      Retrocesse in Nationale 2 2023-2024.
Note:
Tre punti a vittoria, uno a pareggio, zero a sconfitta.